# Danny Frede
Danny Frede (* 22. Februar 1982 in Sondershausen) ist ein deutscher Künstler.

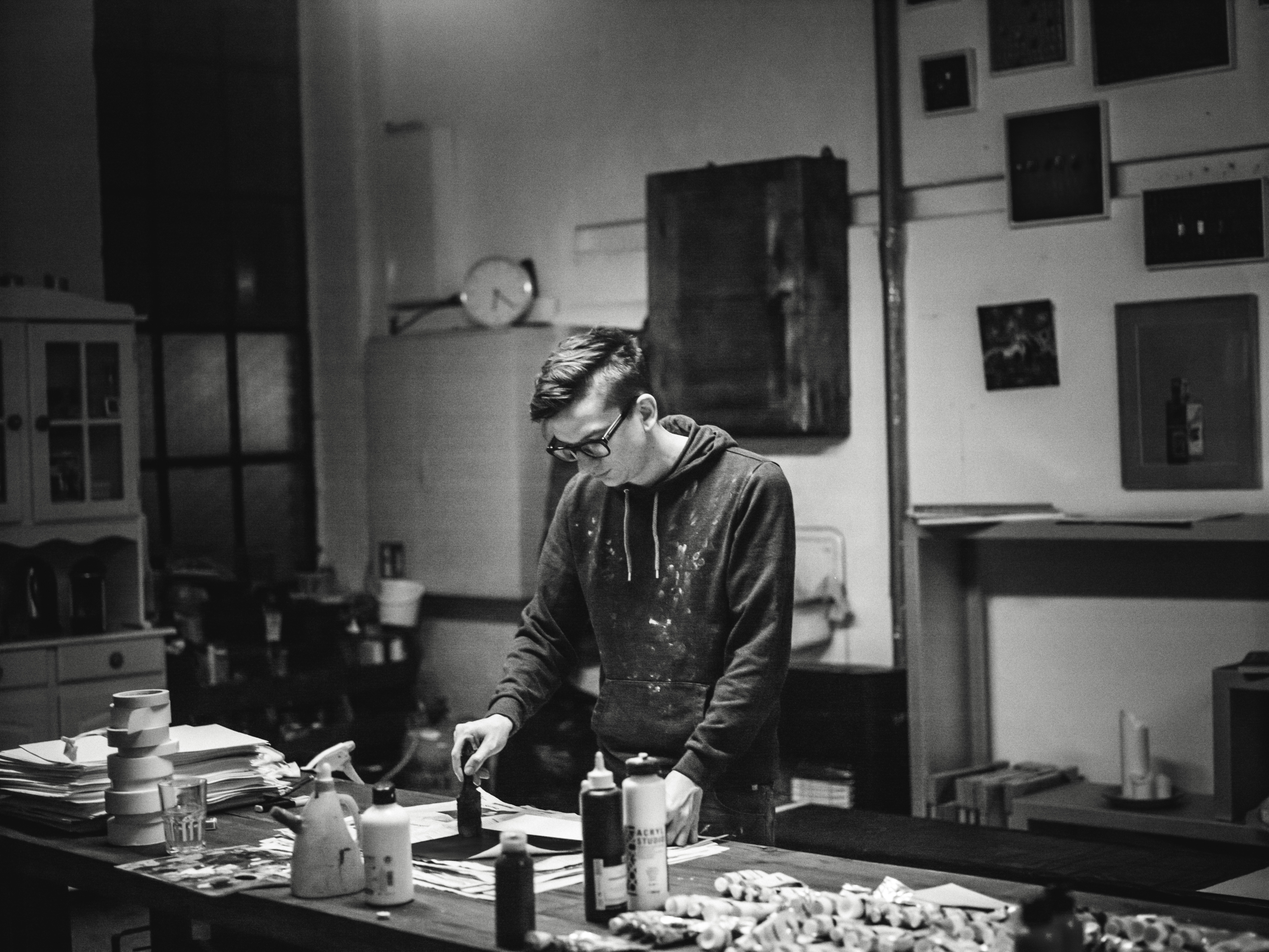
Danny Frede in seinem Atelier

## Leben
Frede wuchs in Sondershausen (Kyffhäuserkreis) auf, absolvierte 2000 das Abitur und zog danach für den Zivildienst nach Köln. Bereits zu dieser Zeit nahm er seine Tätigkeit als freischaffender Künstler und autodidaktischer Fotograf auf. 2005 – 2012 war er zudem als Mitglied des Kabarett-Duos „P.Laste & E.Laste“ mit zwei Soloprogrammen deutschlandweit unterwegs. Bis 2014 meist projektbezogen künstlerisch tätig, arbeitet Frede seit 2015 im eigenen Atelier in Köln-Porz.
Seit 2020 betreibt Frede gemeinsam mit Alexander Derno den Podcast Ostkinder 80/82, der im Mai 2024 von der CIVIS Medienstiftung in der Kategorie Audio Awards ausgezeichnet wurde.

## Werk
Als freier Künstler beschäftigt sich Frede mit der Übersetzung traditioneller Konzepte von Malerei und Fotografie in die immer mehr von digitalen Prozessen geprägten Sichtweisen des Alltags.
2004 – 2012 gestaltet er zunächst für diverse Theaterstücke Kulissen, die aus reinen Leinwand-Projektionen bestehen. In dieser Zusammenarbeit mit Theaterregisseur Gregor Leschig ("Netaffairs – Heiner Müllers Quartett und das Leben im Internet“, „Bin ich Arbeit?“ und "Play Sisyphos“) rücken gesellschaftskritische Themen in den Mittelpunkt seiner Werke.
Größere Aufmerksamkeit erreicht erstmals seine Ausstellung „gemalte Kästchen“, die sich später in diversen Gruppen- und Einzelausstellungen als „Serielle Rechtecke“ wiederfindet. 2016 initiiert Frede erstmals seine fotografische Intervention „ich war hier“. Diese konfrontiert heute lebende Menschen mit der deutschen Vergangenheit an Täterorten der NS-Zeit. Mit der Fotoserie "Junge Männer und Schlachtkörper" ist er 2017 – 2018 in Ausstellungen weltweit vertreten.
In seinen neuesten Bildern thematisiert Frede die 4. industrielle Revolution, in dem er Roboter, in immer unabhängigerer Form, für sich arbeiten lässt.
Danny Frede setzt sich in seinen vielfältigen Arbeiten mit Fragen der digitalen Revolution, des Konsums und mit Problemen der Automatisierung auseinander.

## Ausstellungen
Nachfolgend einige ausgewählte Gruppen- und Einzelausstellungen
- 2018: NordArt[3]
- 2018: CICA Museum, Seoul, Südkorea[4]
- 2018: Portraits, Europäisches Zentrum der Künste, Hellerau[5]
- 2018: Akademie der Avantgarde, Ausstellung und Künstlergespräch, NRW-Forum
- 2018: Kunztraum, Dresden[6]
- 2018: West Hollywood’s Long Hall Gallery, Los Angeles[7]
- 2018: Biennale Austria, Wien
- 2017: GroupGlobal3000, Berlin[8]
- 2017: SE center for photography, Greenville, SC, USA
- 2017: 256 unperfekte Farbverläufe, Atelierausstellung, Köln
- 2016: Galerie Heribert Strätner, Essen[9]
- 2016: Galerie Maringer, St. Pölten
- 2016: Erinnerungsort Topf & Söhne, Erfurt
- 2015: Gemalte Kästchen, Pop-Up-Ausstellung, Halle Zollstock, Köln
- 2006: Photokina, Köln[10]
- 2000: Nachwuchspreis „Fotoclub Sondershausen“
- 1998: Videopreis „Make a Video“, Kinderkanal und Land Thüringen

## Auszeichnungen
- 3. Preis, Deutscher Jugendfotopreis[11]
- Bonner Aha! – Ehrenamtspreis der AIDS-Hilfe Bonn
- CIVIS Medienpreis – Europas Medienpreis für Integration und kulturelle Vielfalt

## Veröffentlichungen
- Nachschlag Köln. Vom Essen und Trinken in der Rheinmetropole. Berlin 2013 ISBN 978-3-86408-095-1

- Geländegang